# Musée maritime hellénique
Le musée maritime hellénique (en grec moderne : Ναυτικό Μουσείο Ελλάδος) fut fondé en 1949 à partir d'une collection d'objets réalisée par le capitaine G.Zohios, fondateur de la Caisse de pension des hommes de mer. Celui-ci avait pensé la création future d'un musée naval. Il est basé au Pirée, dans le quartier de Freattýda.

## Le musée
Il possède plus de 2 500 objets datant de la préhistoire jusqu’à l’époque moderne. Les objectifs du musée sont la collecte et la préservation de tous les objets recueillis sur les activités navales grecques, l'étude de l'histoire navale et la protection du patrimoine maritime et la perpétuation de l'amour pour la mer.
Avec plus de 10 000 volumes, le musée possède la plus grande bibliothèque de la marine en Grèce dont les thèmes principaux sont l'histoire navale, le développement de la marine marchande et de guerre à travers les siècles, la science marine, l'art et la littérature maritime.